# Scott Mellanby
Scott Edgar Mellanby (Montréal, 11 giugno 1966) è un dirigente sportivo ed ex hockeista su ghiaccio canadese, che ha raccolto 1567 presenze in NHL, di cui 136 ai play-off.

## Palmarès

### Nazionale
- Campionato mondiale di hockey su ghiaccio Under-20

 1986

### Individuali
- NHL All-Star Game: 1

1995-1996